# 维琪·贝绍
维琪·热塞·贝绍·德邦纳（法語：Vicki Jessy Bècho Desbonne；2003年10月3日—），法国女子职业足球运动员，司职前锋，目前效力于奥林匹克里昂足球俱乐部和法国国家女子足球队。她曾代表法国参加2024年夏季奥林匹克运动会女子足球比赛。